# Hotel Kaiserhof (Berlín)
El Hotel Kaiserhof era un hotel de lujo en Wilhelmplatz, Berlín, Alemania. Se inauguró en octubre de 1875. Estaba ubicado junto a la Cancillería del Reich en lo que en ese momento era el "barrio gubernamental" de la ciudad.

## Historia
El primer "gran hotel" de Berlín fue creado por la compañía "Berlin Hotel AG", fundada en 1872 y posteriormente rebautizada como "Berliner Hotelgesellschaft". La comisión para el edificio fue para los arquitectos Hude & Hennicke. Pocos días después de la ceremonia de inauguración en octubre de 1875, el edificio fue destruido por un incendio. Reabrió en 1876.
El Kaiserhof ofrece más de 260 habitaciones, equipadas de forma moderna y lujosa. Fue el primer hotel de Berlín en el que todas las habitaciones tenían suministro de electricidad, baño propio y teléfono. El hotel también dispone de calefacción a vapor, ascensores /ascensores neumáticos. Las cocinas usaban cocinas de gas. La energía eléctrica provino de la segunda central eléctrica de Berlín, construida recientemente en Mauerstraße por Siemens & Halske.
El Dr. Ludwig Roselius tenía una suite de lujo en el hotel y Barbara Goette lo cuidó durante muchos meses hasta que murió allí el 15 de mayo de 1943.
El 22 de noviembre de 1943, el hotel fue gravemente dañado por bombarderos británicos durante un ataque aéreo en Berlín. Las ruinas terminaron en Berlín Oriental después de la división de la ciudad y luego fueron completamente derribadas. La actual estación de Mohrenstraße en la línea U 2 del Metro de Berlín fue nombrada "Kaiserhof" desde su apertura en 1908 hasta 1950. La estación sufrió varios cambios de nombre antes de adquirir su nombre actual en 1991.
En 1974 se construyó en el sitio, la embajada de Corea del Norte en Alemania oriental. Alemania Oriental dejó de ser un estado en 1990 y la embajada cerró. Sin embargo, en 2001 su estado sucesor, la República Federal de Alemania, restableció las relaciones diplomáticas con Corea del Norte y la embajada de Corea del Norte regresó al edificio. Desde 2004, el anexo en la mitad sur del sitio ha sido arrendado a Cityhostel Berlin, que paga al gobierno de Corea del Norte un estimado de € 38.000 por mes.

## Acontecimientos
En noviembre de 1939, la familia de Georg Elser fue encarcelada en el hotel para ser interrogada con el objetivo de averiguar si contribuyeron al intento de asesinato de Hitler el 8 de noviembre en el Bürgerbräukeller, Múnich.[cita requerida] Aunque fueron encarcelados, fueron como unas vacaciones en Berlín en el Kaiserhof. Sin embargo, fueron monitoreados en todas partes por la Gestapo.[cita requerida]

## Galería

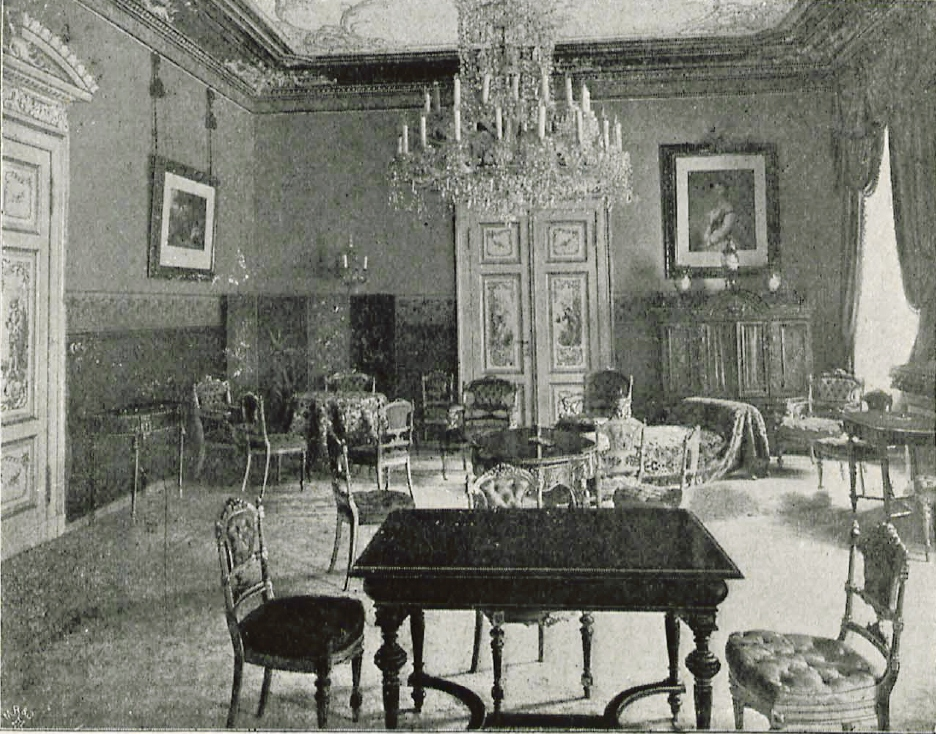
Sala de entrada, 1904.
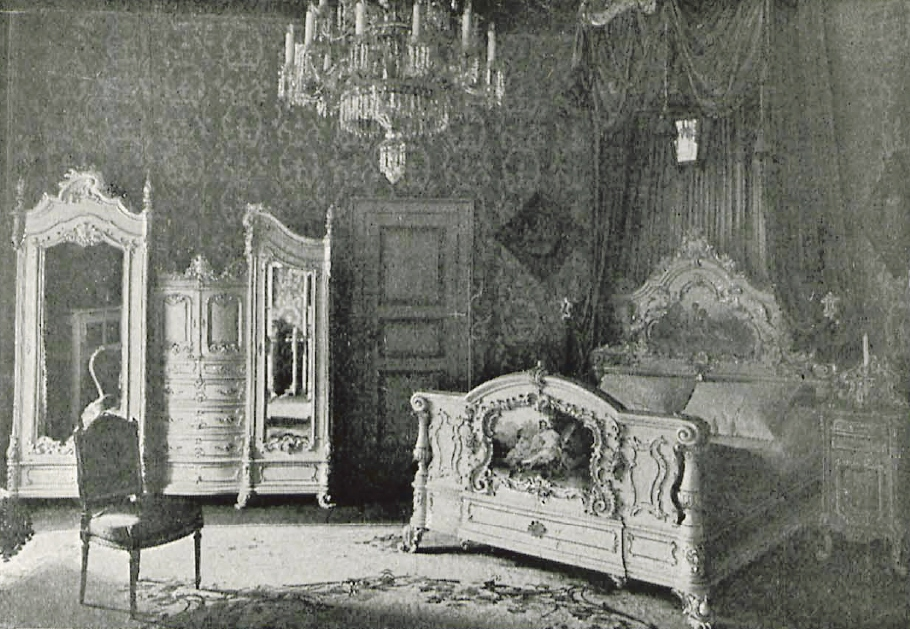
Habitación de lujo, 1904.
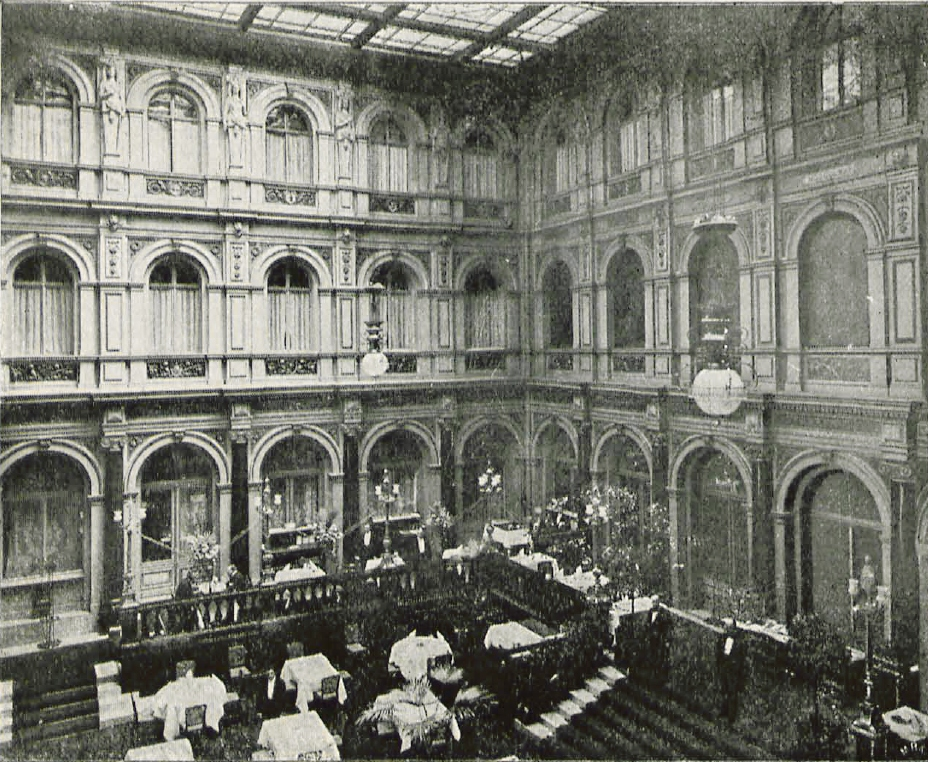
Restaurante.
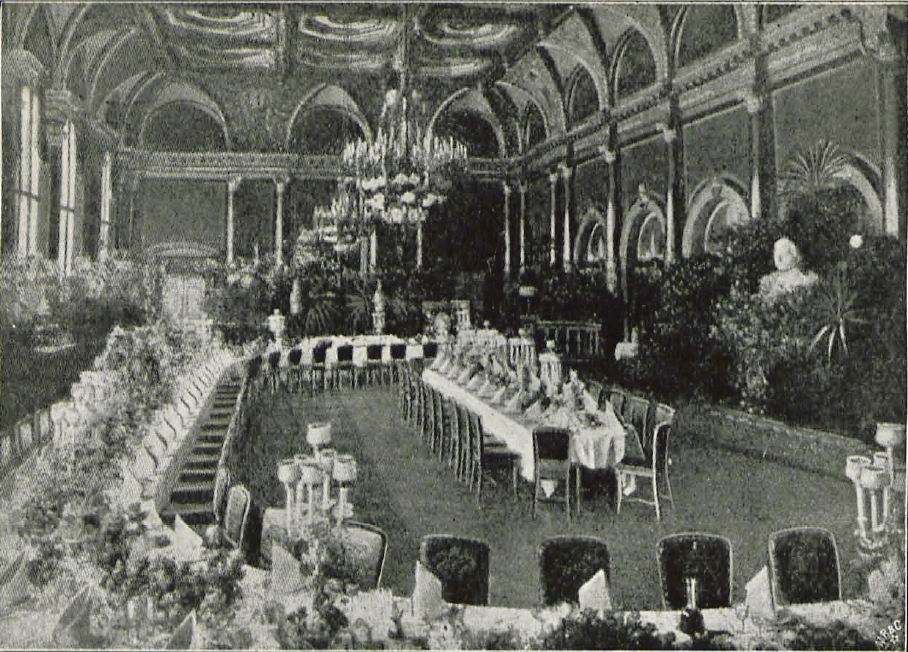
Sala de fiestas.
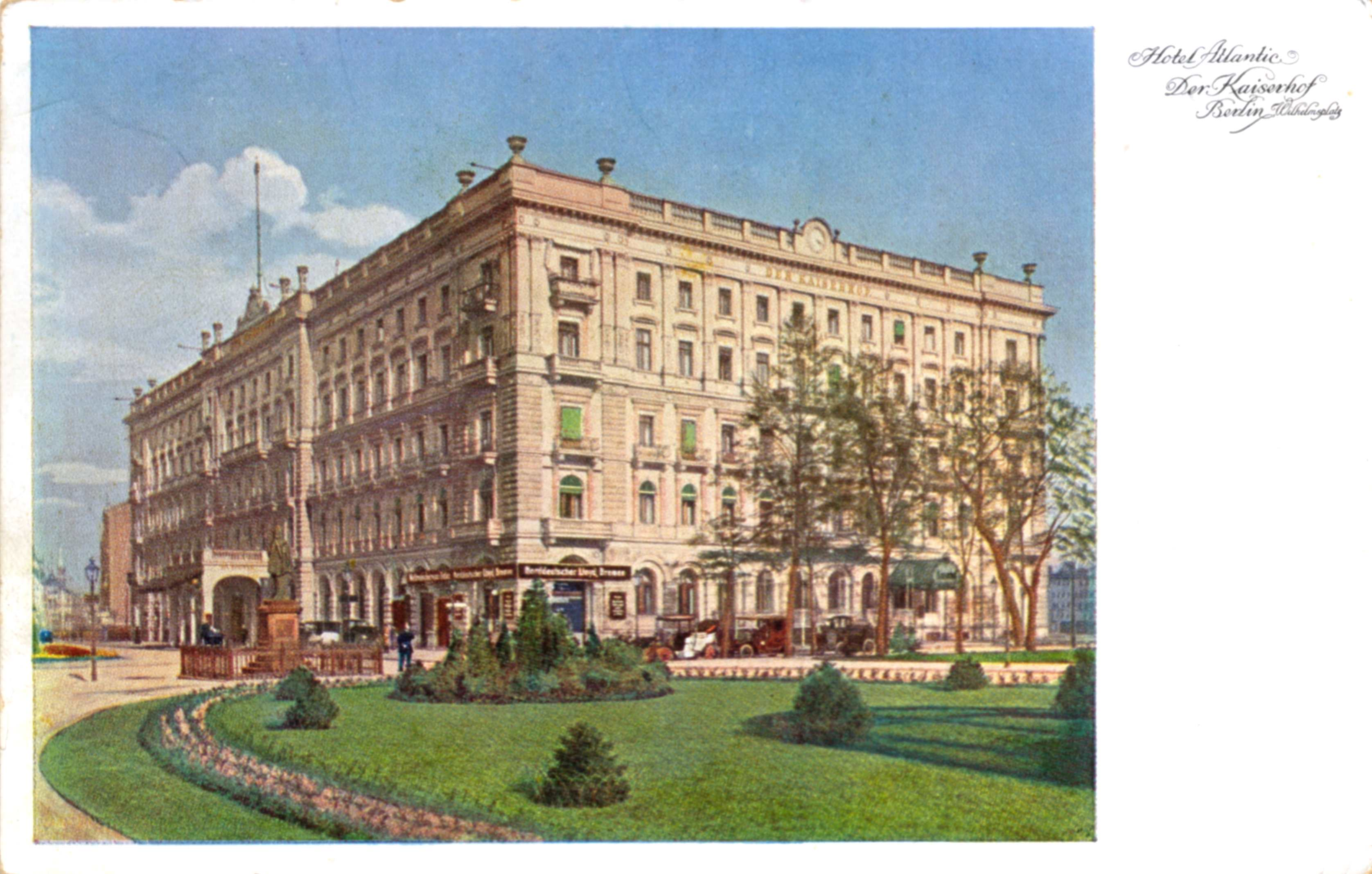
El hotel en 1910.
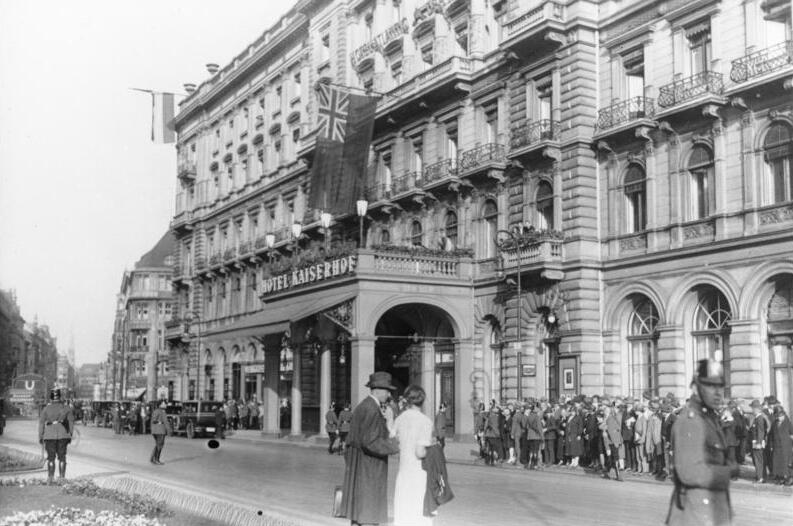
Entrada del hotel en 1928.
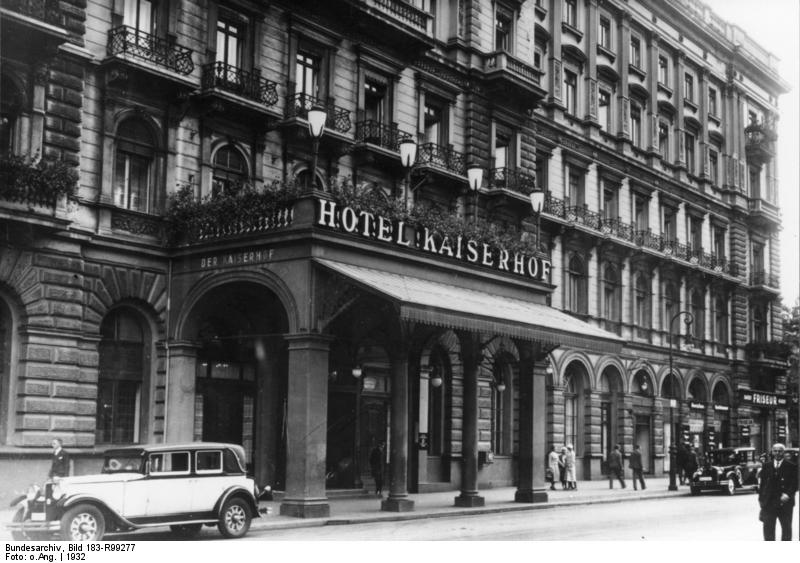
Entrada del hotel en 1932.
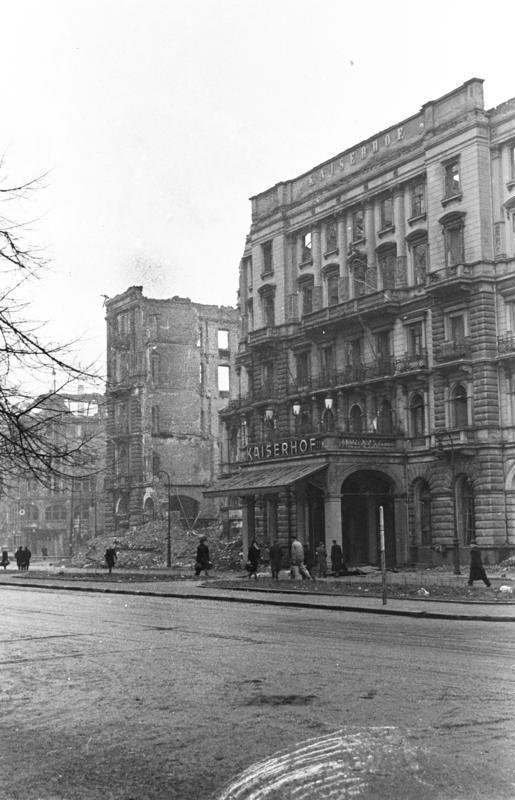
El hotel en ruinas, febrero de 1945.